# Moonwalk Records
Moonwalk Records — звукозаписывающий лейбл Эстонии.
Был основан в 2005 году. Компания, созданная в музыкальной индустрии, которая в основном занимается созданием и продажей музыки, продюсированием музыкальных исполнителей и организацией их концертных туров. С 2008 года Moonwalk организовал серию концертных туров, такие как: «Muusa puudutus», «Kaunimad Jõululaulud» и совместный тур с радиостанцией Star FM «12 Suvevärvi». С данным лейблом работали и работают известные участники Евровидения, такие как Mari-Leen, Лаура Пыльдвере, Urban Symphony. Moonwalk принадлежит Тамбету Мумма и Свену Лыхмусу.

## Исполнители, имеющие сотрудничество с лейблом
Представленные здесь участники и группы как минимум раз участвовали в отборочном туре от Эстонии (Eesti Laul или EuroLaul) на Евровидение:
- Urban Symphony
- Suntribe
- Mr. Happyman
- Black Velvet
- Laura Põldvere
- Getter Jaani
- Mari-Leen
- Ly Lumiste
- Moon Taxi
- Vanilla Ninja (2002—2003)

## Дискография под маркой лейбла

### Альбомы
- Mr. Happyman «Retro»
- Mari-Leen «Rahutu tuhkatriinu»
- Laura «Muusa»
- Black Velvet «Greatest Hits»
- Mari-Leen «1987»
- Laura «Ultra»
- Getter Jaani «Parim Päev EP»
- Getter Jaani «Rockefeller Street»